# Acantholycosa
Acantholycosa is een geslacht van spinnen uit de familie wolfspinnen (Lycosidae).

## Soorten
De volgende soorten zijn bij het geslacht ingedeeld:
- Acantholycosa aborigenica Zyuzin & Marusik, 1988
- Acantholycosa altaiensis Marusik, Azarkina & Koponen, 2004
- Acantholycosa azarkinae Marusik & Omelko, 2011
- Acantholycosa azheganovae (Lobanova, 1978)
- Acantholycosa azyuzini Marusik, Hippa & Koponen, 1996
- Acantholycosa baltoroi (Caporiacco, 1935)
- Acantholycosa dudkoromani Marusik, Azarkina & Koponen, 2004
- Acantholycosa dudkorum Marusik, Azarkina & Koponen, 2004
- Acantholycosa katunensis Marusik, Azarkina & Koponen, 2004
- Acantholycosa khakassica Marusik, Azarkina & Koponen, 2004
- Acantholycosa kurchumensis Marusik, Azarkina & Koponen, 2004
- Acantholycosa levinae Marusik, Azarkina & Koponen, 2004
- Acantholycosa lignaria (Clerck, 1757)
- Acantholycosa logunovi Marusik, Azarkina & Koponen, 2004
- Acantholycosa mordkovitchi Marusik, Azarkina & Koponen, 2004
- Acantholycosa norvegica (Thorell, 1872)
  - Acantholycosa norvegica sudetica (L. Koch, 1875)
- Acantholycosa oligerae Marusik, Azarkina & Koponen, 2004
- Acantholycosa paraplumalis Marusik, Azarkina & Koponen, 2004
- Acantholycosa pedestris (Simon, 1876)
- Acantholycosa petrophila Marusik, Azarkina & Koponen, 2004
- Acantholycosa plumalis Marusik, Azarkina & Koponen, 2004
- Acantholycosa sayanensis Marusik, Azarkina & Koponen, 2004
- Acantholycosa solituda (Levi & Levi, 1951)
- Acantholycosa spinembolus Marusik, Azarkina & Koponen, 2004
- Acantholycosa sterneri (Marusik, 1993)
- Acantholycosa sundukovi Marusik, Azarkina & Koponen, 2004
- Acantholycosa tarbagataica Marusik & Logunov, 2011
- Acantholycosa zinchenkoi Marusik, Azarkina & Koponen, 2004